# Новоромановка (Донецкая область)
Новоромановка (укр. Новороманівка) — село на Украине, находится в Никольском районе Донецкой области. Основано немцами-меннонитами (см. Мариупольский меннонитский округ), как колония Шенталь.
Код КОАТУУ — 1421785506. Почтовый индекс — 87021. Телефонный код — 6246.

## Население
- 1859 — 411 чел.
- 1908 — 446 чел.
- 1918 — 312 чел.
- 1922 — 413 чел.
- 2001 — 138 чел. (перепись)

В 2001 году родным языком назвали:
- украинский язык — 113 чел. (81,88 %)
- русский язык — 24 чел. (17,39 %)
- греческий язык — 1 чел. (0,72 %)

## Адрес местного совета
87021, Донецкая область, Никольский район, с. Республика, ул. Ленина, 1, 2-48-31